# Comuna Radcea, Narodîci
Radcea (în ucraineană Радчанська сільська рада) este o comună în raionul Narodîci, regiunea Jîtomîr, Ucraina, formată din satele Hrezlea, Nova Radcea, Radcea (reședința), Rovba, Stara Radcea, Tîcikiv și Vilhova.

## Demografie
Componența lingvistică a comunei Radcea
     Ucraineană (96,46%)
     Rusă (2,23%)
     Alte limbi (1,31%)
Conform recensământului din 2001, majoritatea populației comunei Radcea era vorbitoare de ucraineană (96,46%), existând în minoritate și vorbitori de rusă (2,23%).